# Kwabena Adusei
Eric Kwabena Adusei (Acra, Ghana, 3 de junio de 1987) es un futbolista ghanés. Se desempeña como defensa y actualmente se encuentra sin equipo.

## Selección nacional
Ha sido internacional con la selección de fútbol de Ghana en 6 ocasiones y ha convertido 2 goles.

### Participaciones en Campeonatos Africanos
| Copa                                    | Sede      | Resultado  |
| --------------------------------------- | --------- | ---------- |
| Campeonato Africano de Naciones de 2014 | Sudáfrica | Subcampeón |

## Clubes
| Club                  | País      | Año       |
| --------------------- | --------- | --------- |
| Tema Youth            | Ghana     | 2007      |
| Kessben FC            | Ghana     | 2008-2010 |
| Medeama SC            | Ghana     | 2010-2012 |
| Asante Kotoko FC      | Ghana     | 2012-2014 |
| Mpumalanga Black Aces | Sudáfrica | 2014-2015 |

## Palmarés

### Campeonatos nacionales
| Título                | Club             | País  | Año  |
| --------------------- | ---------------- | ----- | ---- |
| Liga Premier de Ghana | Asante Kotoko FC | Ghana | 2013 |

### Copas internacionales
| Título                      | Selección | Sede  | Año  |
| --------------------------- | --------- | ----- | ---- |
| Copa de Naciones de la WAFU | Ghana     | Ghana | 2013 |